# یاتسنگا
یاتسنگا (به لاتین: Jacnia) یک روستا در لهستان است که در گمینا اداموو (شهرستان زاموشتش) واقع شده‌است. یاتسنگا ۵۶۰ نفر جمعیت دارد.